# Save the World, Lose the Girl
Save the World, Lose the Girl è il primo album in studio del gruppo musicale statunitense Midtown, pubblicato nel 2000.

## Tracce
1. Just Rock and Roll – 3:08
2. Direction – 2:29
3. Recluse – 3:22
4. Another Boy – 0:44
5. Let Go – 2:55
6. No Place Feels Like Home – 4:27
7. Such a Person – 2:29
8. We Bring Us Down – 0:59
9. Knew It All Along – 2:36
10. Come On – 5:12
11. Resting Sound – 3:59
12. Frayed Ends – 6:27